# Libeňský zámeček

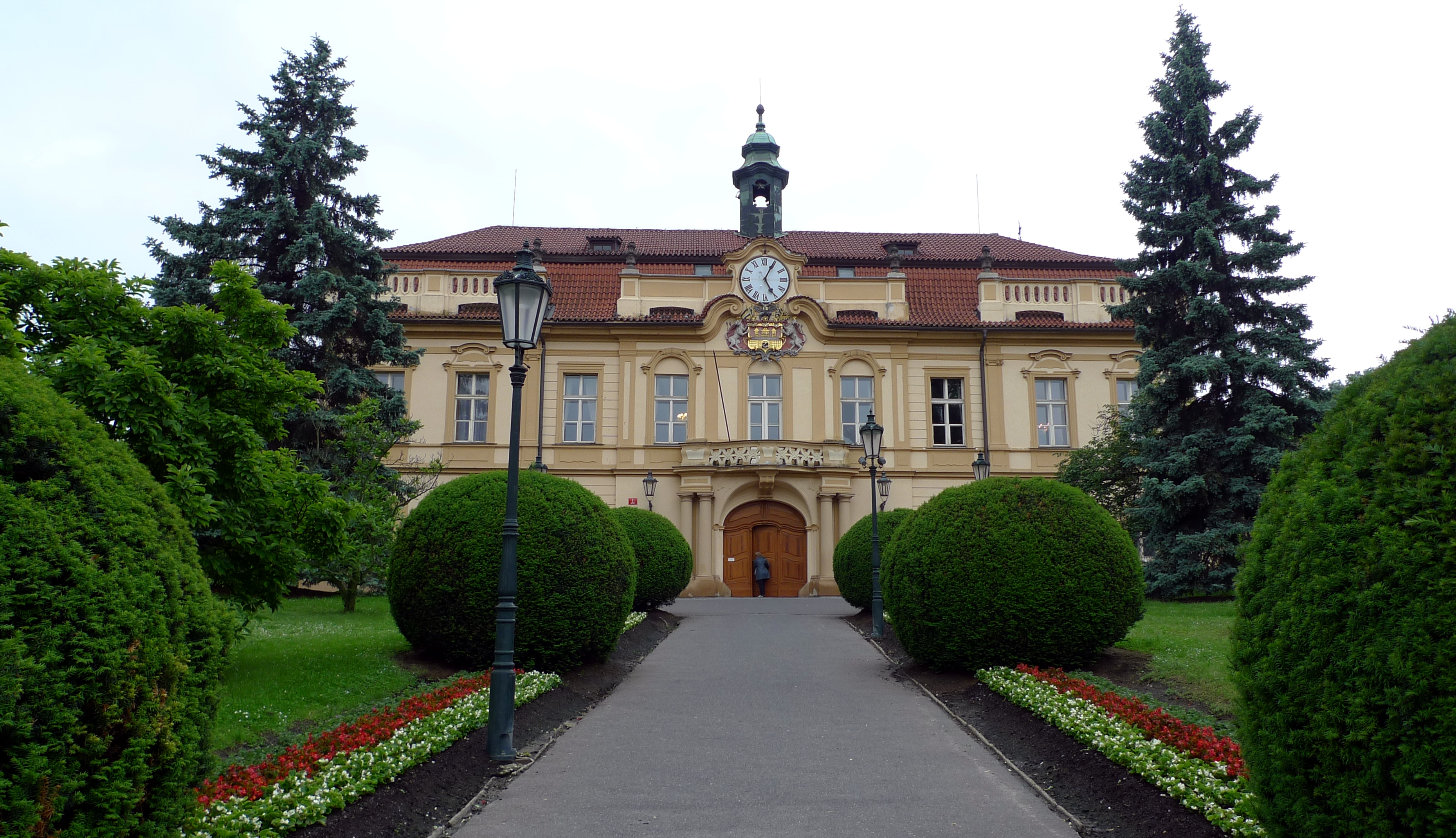
Libeňský zámek

Libeňský zámeček – budynek znajdujący się w Pradze, w dzielnicy Libeň. Obecnie mieści się tu Urząd Miejski Pragi 8.

## Historia
Na miejscu obecnego zamku niegdyś stała gotycka twierdza. Z niej zostały zachowane jedynie piwnice, ściany parteru skrzydła południowego i zachodniego. W 1595 r. Eliška Hoffmannová zakupiła twierdzę i zleciła przebudowę na renesansowy pałac ozdobiony sgraffito. 25 czerwca 1608 roku w zamku został podpisany traktat pokojowy (tzw. pokój Libeński) między Rudolfem II i jego bratem Maciejem.
W 1662 roku zamek zakupiło Stare Miasto i przebuowało na styl barokowy. Zamek służył jako rezydencja letnia burmistrza Starego Miasta, od tego czasu przetrwała herb Starego Miasta nad portalem wejściowym. Ponadto zostały umieszczone podobizny znamienitych gości Starego Miasta m.in. Marii Teresy i cesarza Leopolda II.
Kolejna przebudowa miała miejsce w 1769–1770 w stylu rokoko, pod kierunkiem architekta Józefa Prachnera. Została do niego dobudowana kaplica Niepokalanego Poczęcia. W kaplicy sufit zdobią malowidła ścienne malarza Ignaca Raaba.